# Elecciones municipales de 2019 en Sevilla
Las elecciones municipales de 2019 se celebraron en Sevilla el domingo 26 de mayo, de acuerdo con el Real Decreto de convocatoria de elecciones locales en España dispuesto el 1 de abril de 2019 y publicado en el Boletín Oficial del Estado el 2 de abril. Se eligieron los 31 concejales del pleno del Ayuntamiento de Sevilla, a través de un sistema proporcional (método d'Hondt), con listas cerradas y un umbral electoral del 5 %.

## Candidaturas
En abril de 2019 fueron proclamadas 15 candidaturas.

## Resultados
La candidatura del Partido Socialista Obrero Español de Andalucía, encabezada por el alcalde Juan Espadas, obtuvo una mayoría simple de 13 concejales, dos más que en las elecciones municipales de 2015. La segunda candidatura en votos, la del Partido Popular, encabezada por Beltrán Pérez obtuvo 8 concejales (4 menos que en 2015). La candidatura de Adelante Sevilla obtuvo 4 concejales (1 menos que los de la suma de Participa Sevilla e Izquierda Unida Los Verdes-Convocatoria por Andalucía en 2015). La candidatura de Ciudadanos-Partido de la Ciudadanía también obtuvo 4 concejales (uno más que en 2015), mientras que Vox estrenó representación en el pleno hispalense con dos concejales.
| Candidatura | Candidatura                                                                        | Voto Popular | Voto Popular                            | Voto Popular                            | Concejales                              | Concejales                              |
| Candidatura | Candidatura                                                                        | Votos        | %                                       | ±pp                                     | Total                                   | +/-                                     |
| --- | ---------------------------------------------------------------------------------- | ------------ | --------------------------------------- | --------------------------------------- | --------------------------------------- | --------------------------------------- |
| | Partido Socialista Obrero Español (PSOE-A)                                         | 123 933      | 39,24                                   | +7.08                                   | 13                                      | +2                                      |
| | Partido Popular (PP-A)                                                             | 73 101       | 23,15                                   | -9.90                                   | 8                                       | -4                                      |
| | Adelante-Sevilla: Podemos-Izquierda Unida Andalucía-Primavera Andaluza (Adelante)1 | 44 546       | 14,10                                   | -1.92                                   | 4                                       | -1                                      |
| | Ciudadanos-Partido de la Ciudadanía (Cs)                                           | 39 331       | 12,45                                   | +3.16                                   | 4                                       | +1                                      |
| | Vox (Vox)                                                                          | 25 122       | 7,95                                    | +7.49                                   | 2                                       | +2                                      |
| |                                                                                    |              |                                         |                                         |                                         |                                         |
| | Partido Animalista Contra el Maltrato Animal (PACMA)                               | 3521         | 1,11                                    | +0.09                                   | 0                                       | ±0                                      |
| | Andalucía por Sí (AxSí)2                                                           | 1083         | 0,34                                    | -1.07                                   | 0                                       | ±0                                      |
| | Contigo Más (CNTG+)                                                                | 820          | 0,26                                    | Nuevo                                   | 0                                       | ±0                                      |
| | Actúa (PACT)                                                                       | 736          | 0,23                                    | Nuevo                                   | 0                                       | ±0                                      |
| | Por un Mundo Más Justo (PUM+J)                                                     | 487          | 0,15                                    | Nuevo                                   | 0                                       | ±0                                      |
| | Iniciativa Feminista (I.Fem)                                                       | 392          | 0,12                                    | Nuevo                                   | 0                                       | ±0                                      |
| | Avanzamos por Ti Sevilla (Avanzamos)                                               | 206          | 0,07                                    | Nuevo                                   | 0                                       | ±0                                      |
| | Falange Española de las JONS (FE de las JONS)                                      | 118          | 0,04                                    | -0.06                                   | 0                                       | ±0                                      |
| | Partido del Inmigrante en España (PADIE)                                           | 103          | 0,03                                    | -0.03                                   | 0                                       | ±0                                      |
| | Partido Renacimiento y Unión Europea (PRUNE)                                       | 46           | 0,01                                    | Nuevo                                   | 0                                       | ±0                                      |
| Votos en blanco | Votos en blanco                                                                    | 2281         | 0,72                                    | -0.41                                   | n/a                                     | n/a                                     |
| Votos válidos | Votos válidos                                                                      | 315 826      | 100,00                                  | 100,00                                  | 31                                      | ±0                                      |
| Votos nulos | Votos nulos                                                                        | 2017         | Participación: · \| \| 58,77 % \| 0,75% | Participación: · \| \| 58,77 % \| 0,75% | Participación: · \| \| 58,77 % \| 0,75% | Participación: · \| \| 58,77 % \| 0,75% |
| Votantes | Votantes                                                                           | 317 843      | Participación: · \| \| 58,77 % \| 0,75% | Participación: · \| \| 58,77 % \| 0,75% | Participación: · \| \| 58,77 % \| 0,75% | Participación: · \| \| 58,77 % \| 0,75% |
| Electores | Electores                                                                          | 540 851      | Participación: · \| \| 58,77 % \| 0,75% | Participación: · \| \| 58,77 % \| 0,75% | Participación: · \| \| 58,77 % \| 0,75% | Participación: · \| \| 58,77 % \| 0,75% |
| 1 Los resultados de Adelante-Sevilla son comparados con el resultado unidos de Ganemos Sevilla, Izquierda Unida Los Verdes y Equo en las elecciones de 2015. 2 El resultado de Andalucía por Sí es comparado al resultado del Partido Andalucista en las elecciones de 2015. |                                                                                    |              |                                         |                                         |                                         |                                         |
| | 58,77 %                                                                            |              |                                         |                                         |                                         |                                         |

## Concejales electos
| N.º | Nombre                                  | Lista | Lista    |
| --- | --------------------------------------- | ----- | -------- |
| 1   | Juan Espadas Cejas (Alcalde Titular)    |       | PSOE     |
| 2   | Beltrán Pérez García                    |       | PP       |
| 3   | María Sonia Gaya Sánchez                |       | PSOE     |
| 4   | Susana Serrano Gómez Landero            |       | Adelante |
| 5   | Antonio Muñoz Martínez                  |       | PSOE     |
| 6   | Álvaro Jesús Pimentel Siles             |       | Cs       |
| 7   | Jesús Gómez Palacios                    |       | PP       |
| 8   | Adela Castaño Diéguez                   |       | PSOE     |
| 9   | María Cristina Peláez Izquierdo         |       | Vox      |
| 10  | Juan Manuel Flores Cordero              |       | PSOE     |
| 11  | Ana María Jáuregui Ramírez              |       | PP       |
| 12  | Daniel González Rojas                   |       | Adelante |
| 13  | Clara Isabel Macías Morilla             |       | PSOE     |
| 14  | Miguel Ángel Aumesquet Güerle           |       | Cs       |
| 15  | Juan De La Rosa Bonsón                  |       | PP       |
| 16  | Juan Carlos Cabrera Valera              |       | PSOE     |
| 17  | María Encarnación Aguilar Silva         |       | PSOE     |
| 18  | Sandra María Heredia Fernández          |       | Adelante |
| 19  | Evelia Rincón Cardoso                   |       | PP       |
| 20  | José Luis David Guevara García          |       | PSOE     |
| 21  | Amelia Velázquez Guevara Lorenzo        |       | Cs       |
| 22  | Gonzalo María García De Polavieja Ferre |       | Vox      |
| 23  | María Luisa Gómez Castaño               |       | PSOE     |
| 24  | Rafael Benigno Belmonte Gómez           |       | PP       |
| 25  | Francisco Javier Páez Vélez Bracho      |       | PSOE     |
| 26  | Eva María Oliva Ruiz                    |       | Adelante |
| 27  | José Luis García Martín                 |       | PP       |
| 28  | María Del Carmen Fuentes Medrano        |       | PSOE     |
| 29  | David López Aparicio                    |       | Cs       |
| 30  | Juan Antonio Barrionuevo Fernández      |       | PSOE     |
| 31  | Ignacio Manuel Flores Berenguer         |       | PP       |

## Investidura del alcalde
Tras ser elegido candidato a la presidencia de la Junta de Andalucía, Juan Espadas dejó su puesto de alcalde de Sevilla el 20 de diciembre de 2021 y desde el 3 de enero de 2022 Antonio Muñoz Martínez es el alcalde.
| Votación de investidura de Juan Espadas Cejas (PSOE-A) Mayoría absoluta: 16/31 |       |                                   |
| Candidato                                                                      | Votos | Partidos votantes                 |
| Juan Espadas Cejas                                                             | 17    | PSOE-A (13), Adelante-Sevilla (4) |
| Beltrán Pérez                                                                  | 8     | PP-A (8)                          |
| Álvaro Pimentel                                                                | 4     | Cs (4)                            |
| Cristina Peláez                                                                | 2     | Vox (2)                           |